# Champ de bataille national d'Antietam
Le champ de bataille national d'Antietam – ou Antietam National Battlefield en anglais – est une aire protégée américaine située dans le comté de Washington, dans le Maryland. Établi le 30 août 1890, ce champ de bataille national protège le site de la bataille d'Antietam, pendant la guerre de Sécession. Inscrit au Registre national des lieux historiques depuis le 15 octobre 1966, il est géré par le National Park Service.